# Domabor
Domaborz(?), *Domabor – starosłowiańskie imię męskie, złożone z członów Doma- („dom”; psł. *domъ oznacza „pomieszczenie, gdzie człowiek żyje ze swoją rodziną”; „wszystko, co jest w domu, rodzina, mienie, majątek”, „ród, pokolenie”, „strony rodzinne, kraj ojczysty”) i -bor („zmagać się, walczyć”). Zachowała się w polskich źródłach – wątpliwa – forma Domaborz (1363), która zapewne powstała przy użyciu przyrostka -jь, zdrabniającego lub tworzącego formy imienne od imion jednotematowych, wyrazów pospolitych, a także pełniącego funkcję dzierżawczą, pod wpływem którego wygłosowe -r z początkowego *Domabor przeszło w -rz. Ponadto w dawnych źródłach notowano nazwisko Domaborski (od 1420 r.). Ponadto imię Domabor występowało w języku czeskim. Mogło ono wyrażać życzenie, aby osoba tak nazwana walczyła w pewnych sytuacjach w imię wspólnego dobra.
Domabor imieniny obchodzi 28 października.
Odpowiedniki w innych językach:
- język czeski – Domabor